# Akvadukt Bolla
Akvadukt Bolla bio je prvi akvadukt u Napulju koji su oko 400. pr. Kr. izgradili njegovi tadašnji grčki stanovnici. Bio je dugačak oko 10 km, a dovodio je vodu iz močvarne depresije u blizini Vezuva, poznate kao ravnica "Volla", a koja je zauzvrat bila opskrbljena vodonosnikom piroklastičnih i sedimentnih naslaga nastalih u mnogim Vezuvovim erpcijama.
U grad je ulazio kod Porte Capuana gdje se razdvojao u mrežu podzemnih kanala koji su vodili do privatnih bunara. Ostao je glavni izvor vode za grad sve dok ga nije zamijenio akvadukt Serino u kasnom 19. stoljeću. Bolla još uvijek opskrbljuje vodom vanjska područja Napulja za industrijsku upotrebu.

## Vanjske poveznice
|  | Zajednički poslužitelj ima još gradiva o temi Akvadukt Bolla |

- www.romanaqueducts.info